# Новое Каплино
Но́вое Ка́плино — деревня в Жирятинском районе Брянской области, в составе Жирятинского сельского поселения. 
 Расположена в 11 км к северо-востоку от села Жирятино, у автодороги Жирятино—Брянск. Население — 168 человек (2010).

## История
Упоминается с XVIII века как владение Бахтиных, Надеиных и др., в составе Брянского уезда. Входила в приход села Страшевичи.
С 1861 по 1924 год — в Госамской волости Брянского (с 1921 — Бежицкого) уезда, в 1924—1929 в Жирятинской волости. С 1929 года в Жирятинском районе, а в период его временного расформирования (1932—1939, 1957—1985) — в Брянском районе. С 1920-х гг. до 1954 года входила в Княжичский сельсовет, в 1954—2005 гг. — в Страшевичском сельсовете (с 1980-х гг. являлось его центром).